# 刘臣

鲁阳公主（?—?），东汉第二任皇帝明帝刘庄的女儿，名刘臣。她是刘庄的第九女，建初元年（76年），她的兄长汉章帝刘炟册封刘臣为鲁阳公主，史书没有记载她的丈夫。